# Fryksdals tingslag
Fryksdals tingslag var ett tingslag i Värmlands län i Fryksdals domsaga. Tingsplats var Sunne och Torsby.
Tingslaget inrättades 1948 i Fryksdals domsaga och föregicks av Fryksdals nedre tingslag och Fryksdals övre tingslag. Det motsvarade Fryksdals härad.Dessa två tingslag bilades i sig 1745 genom en delning av ett tidigare Fryksdals tingslag. 
Tingslaget uppgick den 1 januari 1971 i Sunne tingsrätt och dess domsaga.

## Omfattning

### Socknarna i häraderna
- Fryksdals härad

### Kommuner (från 1952)
- Stora  Sunne landskommun
- Gräsmarks landskommun
- Lysviks landskommun
- Fryksände landskommun
- Östmarks landskommun
- Vitsands  landskommun
- Sunne  köping